# Carl Rudenschöld
Carl Rudenschöld (även Rudenschiöld), före adlandet Rudeen, född 12 oktober 1698 i Åbo, död 10 juni 1783 i Stockholm, var en svensk greve, riksråd och diplomat.

## Biografi
Rudenschöld var son till biskop Torsten Rudeen (1661–1729) och Magdalena Wallwijk (1672–1755). Han gifte sig 1756 med grevinnan Christina Sofia Bielke (1727–1803), dotter till riksrådet greve Ture Gabriel Bielke och grevinnan Charlotta Christina Piper, och var far till den berömda hovfröken Magdalena Rudenschöld (1766–1823), kungagunstlingen Gustaf Mauritz Armfelts älskarinna.

### Karriär
Carl Rudenschöld skrevs in vid Kungliga Akademien i Åbo 1708 och vid Uppsala universitet 9 september 1713 där han studerade till 1719. Han blev sedan utsedd att medfölja sin blivande svärfar Ture Gabriel Bielkes beskickning till Wien 11 maj 1719 och var kanslist hos ambassadör Erik Sparre i Paris 1719.
Han adlades jämte sina syskon för "faderns förtjänster" 23 maj 1719.. Han var kanslist på stat vid den svenska beskickningen till kongressen i Braunschweig 31 maj 1720–1722 och tog kansliexamen för tjänst i kungliga kansliet 1722, och blev extra ordinarie kanslijunkare 27 april 1722.  Han medföljde Axel Wrede Sparre och senare Carl Gustaf Tessin på bildningsresor till Leipzig, Wien och Lunéville i Lothringen 1722–1727. 1729 blev hansekreterare hos generallöjtnanten friherre Gustaf Zülich vid dennes ambassad i Polen, där Rudenschöld 1733–1734 blev svensk minister. 
Carl Rudenschöld utsågs till cChargé d’affaires 18 december 1732, och var ministre plénipotentiaire från 23 april 1733 till juli 1734. 1734 utnämndes han till minister i Konstantinopel, men avsade sig platsen. Som medlem av sekreta utskottet deltog han i 1738 års riksdag, där hattpartiet fick majoritet. 1739 utsågs han till minister och 1741 till envoyé vid hovet i Berlin där han kom i ett förtroligt förhållande till Fredrik II. Han var också den som framförde den svenske tronföljaren Adolf Fredriks begäran om prinsessan Lovisa Ulrikas hand. 
1747 utsågs han till statssekreterare vid utrikesexpeditionen och friherre. 1756 utsågs han till hovkansler och 1758 till president i Kommerskollegium. Han ingick i sekreta utskottet vid riksdagarna 1751 och 1760. Han utsågs 1761 till riksråd efter Anders Johan von Höpken.
Han blev 1766 avskedad från rådsämbetet vid mösspartiets seger tillsammans med flera andra hattar. Han blev erbjuden bostad och underhåll i Sanssouci av Fredrik II, vilket avböjdes men han fick årlig pension från Frankrike på 15 000 livres och riksrådspension 1768. 
Han insattes åter i rådet vid 1769 års riksdag, då mössorna störtades. Han upphöjdes 1770 till greve, men tog aldrig introduktion vid Riddarhuset. Han blev vald till kansler för Uppsala universitet 1771. Han blev avsatt från riksrådsposten 1772 då mössorna åter kom till makten, vilket allmänt klandrades på grund av hans ålder och därför att hans villkor blev mycket torftiga. Efter statskuppen samma år erbjöd kungen honom att åter inträda i rådet eller att motta pension, vilket han valde med bibehållande av kansleriatet. 
Många andra utmärkelser tillföll honom. Han var ledamot av Vetenskapsakademien, där han två gånger var preses, och av Vitterhetsakademien samt en av Musikaliska Akademiens stiftare (1771).

### Levnadsbeskrivning

#### Uppväxttiden
Rudenschöld tillbringade sina barnaår i Åbo. Han var äldste sonen i faderns andra äktenskap och hade en tre år äldre bror samt sex yngre syskon. Fadern var professor vid Åbo akademi, från 1706 i teologi. Rudenschöld uppger i sin levnadsbeskrivning att han som barn ofta drabbades av sjukdom men alltifrån ungdomsåren haft god hälsa. 1709 utnämndes fadern till superintendent i Karlstad och familjen lämnade Finland före ofredsåren. 
Syskonskaran fick sin grundläggande undervisning av preceptorer i hemmet. Vid Uppsala Universitet studerade Rudenschöld till 1719. Från 1716 åtnjöt han, på Karl XII:s initiativ, ett kungligt stipendium för medellösa studerande. Han lämnade universitetet med utmärkta betyg och kom 1719 till Stockholm. 

#### De första uppdragen
Hans mor hade under 1690-talet vistats vid hovet, och Ulrika Eleonora upprätthöll genom åren kontakten med Rudenschölds familj. På hennes initiativ utsågs Rudenschöld att följa sin blivande svärfar, den nyutnämnde ministern Thure Gabriel Bielke, till Wien 1719. Efter några månader där fortsatte Rudenschöld som kanslist med riksrådet och ambassadören Erik Sparre till Paris, där han kom att ingå i en ”förtrolig krets ”kring denne.
Följande år utsågs han att medfölja den svenska beskickningen under ledning av generalguvernören Mauritz Vellingk till kongressen i Braunschweig, som syftade till att upprätta fred mellan Sverige och Danmark. Kongressen misslyckades dock eftersom övriga stater inte sände dit sina ombud.

#### I statens tjänst
Återkommen till Stockholm 1722 avlade Rudenschöld kansliexamen och utnämndes till extra ordinarie kanslijunkare utan lön. Fadern, nu biskop i Linköping, men utan förmögenhet, försörjde vid denna tid fem vuxna söner och fyra döttrar. För att avlasta sin far accepterade Rudenschöld samma år ett erbjudande från Erik Sparre att som handledare resa med dennes 14-årige son Axel Wrede Sparre på utbildningsresa i Europa. De första två åren tillbragtes vid universitetet i Leipzig, där även Rudenschöld fick tillfälle att studera. 
I de instruktioner han fått från fadern inskärper denne att sonen måste avhållas från allt som kan föranleda någon irring i vår ”rena och evangeliska lära”. Bakgrunden till detta var att Ture Gabriel Bielkes brorson Nils visat intresse för katolicismen under ett besök i Paris.
Den indolente Axel Wrede Sparre var genom arv från modern, Fabian Wredes dotter Sophia Wrede, samtidens rikaste unge man. Utgifterna blev stora och studieresultatet klent, för vilket även Rudenschöld kom att klandras. ”Hvad tjänar det till att löpa världen omkring och komma tillbaka som en större drummel än då man for?”, skrev Erik Sparre i ett ilsket förmaningsbrev till sonen.
Efter ett kort besök i Sverige reste de med Axel Wrede Sparres blivande svåger Carl Gustaf Tessin till Wien på dennes första självständiga diplomatiska uppdrag. För Rudenschöld blev det en erfarenhetsrik tid i Wien där Hannoverska och Wienska allianserna bildades och Sverige erbjöds att delta i båda. Nyadlad sedan tre år tillbaka och vid blott 26 års ålder hade han kommit att träda i förbindelse med landets ledande högadliga kretsar, vilket kraftigt bör ha underlättat hans karriär inom statsförvaltningen.
Mellan Tessin och Rudenschöld knöts vänskapsband som varade livet ut. Tessin kom tillbaka till Sverige 1726, Rudenschöld och Wrede Sparre återvände följande sommar. Efter hemkomsten fortsatte Rudenschöld sin tjänstgöring i Stockholm. Hans diplomatiska karriär började på allvar då han i maj 1729 ingick i Gustaf Zülichs beskickning till Polen. Zülichs uppdrag var att sluta förlikning med Polen.

#### Diplomat i Polen
I Warszawa fick Zülich och Rudenschöld arbeta underhand medan de inväntade beslut från polska riksdagen, vilket drog ut på tiden. Rudenschöld fick sköta större delen av underhandlingsarbetet då Zülich vissa tider var tvungen att vistas i Stralsund vid sitt regemente. I december 1732 utnämndes Zülich till generalkommendant i Stralsund. 1728 hade han träffat förlikning med Sachsen; det återstod bara ratificering, vilken inte kunde göras av en sekreterare. Rudenschöld fick därför fullmakt som chargé d’affaires. 
Då kung August av Polen avled i februari 1733 och Rudenschöld skulle bevaka Sveriges intressen under den kommande valriksdagen, utnämndes han till minister i Polen. Rudenschöld uppmanades hemifrån att samverka med den franske ambassadören som arbetade för att återuppsätta Stanislaw Leszczynski på den polska tronen. Han höll en relativt låg profil och gjorde inga utfästelser för Sveriges del. Stanislaus valdes men tvingades snart fly från Warszawa. Det var under denna tid som den tysk-ryske fältmarskalken Münnich konfiskerade Rudenschölds politiskt känsliga rapporter från Polen, vilket ledde till svenska protester i St Petersburg och en officiell ursäkt från kejsarinnans gunstling Biron.
”Han bevakade i Polen, nästan på egen hand, med så berömlig försiktighet sitt lands angelägenheter, att genom en med republiken Polen upprättad konvention freden på bägge sidor återställdes; bevistade 1733 det då förrättade polska konungavalet; följde sedermera konung Stanislaus till Danzig, där han i sex månader uthärdade stadens belägring och bombardemang.”

#### Åter i Sverige
Sedan han lämnat Polen och August III utropats till kung, kunde Rudenschöld återvända till Sverige 1734. Vid återkomsten till Stockholm var 1734 års riksdag ännu ej avslutad och han avlade rapport om utvecklingen i Polen och sitt agerande inför såväl kungen och rådet som ständerna. Tillsammans med Carl Gustav Tessin satte han upp 1734 års föreskrifter för riksdagens Sekreta Utskott samt 4/12 dess utlåtande om förhandlingarna med Frankrike.
Samma år utnämndes han till minister i Konstantinopel, men avsade sig platsen eftersom sekreta utskottet inte anvisade medel till hans lön.
Rudenschöld deltog i riksdagen 1738–1739, där han som ledamot av Sekreta Utskottet främst fick ta hand om utrikes ärenden och sammanfatta utskottets svar på kungens sekreta proposition om den nya inriktningen av utrikespolitiken, som innebar en närmare anknytning till Frankrike. Rudenschölds nära vän Tessin valdes till lantmarskalk vid denna riksdag. 
Rudenschöld kom att stå hattpartiet nära, även om han sade sig vara emot partibildningar. I frågan om riksrådens licentiering röstade Rudenschöld för en lindrigare behandling än avsättning och anförde tillsammans med några andra ledamöter att man för att ”gifva en nödig varnagel” borde avsätta en eller två riksråd, men ej flera.  Även samtiden var osäker om Rudenschölds partisympatier; man har vid denna riksdag tillagt honom såväl mössympatier som betecknat honom som moderat hatt. Den franske ministern Casteja framhöll att Rudenschöld var välsinnad och vän till Tessin men svår att placera.
Rudenschölds påstått moderata inställning motsägs dock av Fryxell som räknar upp honom bland de 13 adliga ledamöterna inom Mindre Sekreta Deputationen som framförde anklagelser mot mösspartiets riksråd.
”Hattpartiets ifrige anhängare Rudenskiöld, då för tiden blott legationssekreterare eller gesandt, tillät sig att mitt i ansigtet uppmana [kanslipresidenten Arvid] Horn till afsked. Denne svarade: jag tackar Gud som låtit mina landsmäns frihet så rotfästa sig, att en man, sådan som ni, vågar säga mig dylika ord; på hvilket svar Rudenskiöld förlägen aflägsnade sig.”
Den 15 december 1738 föreslog Rudenschöld att Tessin skulle sändas som ambassadör till Danmark.

#### Minister i Berlin
När det blev bestämt att Sverige skulle sända en minister till Preussen anmälde Rudenschöld sitt intresse. Han utnämndes och avreste efter riksdagens avslutning i maj 1739 till Berlin. Rudenschöld reste med viss farhåga att ej bli väl mottagen av kung Fredrik Wilhelm I, som ogillade svenskar och föraktade icke-militärer. Strax efter ankomsten lärde han emellertid känna den 14 år yngre preussiske kronprinsen Fredrik. Följande år avled Fredrik Wilhelm och hans son besteg tronen som Fredrik II (Den Store). Denne uppskattade Rudenschöld och rådgjorde ofta med honom i olika ärenden. Rudenschöld upptogs som ende främmande diplomat i Fredriks förtroligaste krets.
I Rudenschölds instruktion för tjänsten i Preussen stod att han skulle ha fortsatt kontakt med sina vänner i Polen, som Sverige vid behov kunde ha nytta av. I samband med kriget Sverige-Ryssland som bröt ut 1741 blev det aktuellt för Rudenschöld att agera i Polen. Han blev nu invecklad i den s.k Bona-affären, ett försök att kringgå den av Ryssland stödde polske kungen August och bilda en konfederation med Polen, Turkiet och Danmark riktad mot Ryssland. En av riksdagen författad uppeggande skrift sattes i omlopp i Polen genom Rudenschölds försorg i samarbete med Bona, en italienare som tjänstgjort som överste i Polen och tillhörde den före detta kungen Stanislaus vänner, som skulle agera för Sveriges intressen i Polen. Affären misslyckades och Bona tillfångatogs 1742. Vid frigivningen följande år fick han lova att ej vidare blanda sig i Polens angelägenheter. Denna affär var besvärande för Rudenschöld, som allvarligt funderade på att begära rappell under hösten 1742.
Rudenschöld var inte förmögen och hans största bekymmer i Berlin var de utgifter hans ställning fordrade, då hans lön från Sverige långt ifrån täckte hans representations- och resekostnader. Till riksdagen 1741 insände Rudenschöld en redogörelse över sitt arbete i Preussen, vilken godkändes av Sekreta Utskottet och Rudenschöld tilldelades en gratifikation på 2 000 riksdaler. Samtidigt fick han kansliråds titel och fullmakt som envoyé. 
1743 vägrades han lönetillskott trots att preussiske ministern i Stockholm förklarade att Fredrik II önskade ha honom kvar i Berlin. Under hela sin tid där umgicks Rudenschöld med Fredrik och var ofta bjuden till Potsdam. I början av 1744 fick Rudenschöld från svenska hovet i uppdrag att förbereda ett eventuellt giftermål mellan kronprins Adolf Fredrik och en av kung Fredrik II:s systrar. 
Rudenschöld blev därmed den som framförde svenske tronföljaren Adolf Fredriks begäran om preussiska prinsessan Lovisa Ulrikas hand. Kungen (Fredrik II) upptog förslaget väl, men avrådde Rudenschöld från att vända frieriet mot hans äldre syster Lovisa Ulrika, som var ”högdragen, häftig och ränklysten” och i stället satsa på den yngre systern Amalia med mindre lysande egenskaper, men som han menade skulle passa svenskarna bättre med sitt goda och medgörliga sinne.
Av detta (som det senare skulle visa sig) synnerligen goda råd blev dock intet. Den svenska regeringen ville inte lämna valet åt Fredrik II och Adolf Fredrik utan uppdrog åt Rudenschöld det delikata uppdraget att i första hand be den allmänt lovprisade Lovisa Ulrika om hennes hand och i andra hand vända sig till prinsessan Amalia.  Lovisa Ulrika godtog dock anbudet och hennes bror gav sitt samtycke den 2 mars 1744.
Efter långa och komplicerade förhandlingar i religionsfrågan (Lovisa Ulrika var reformert och riksdagen krävde luthersk tro) avslutade och undertecknade Rudenschöld giftermålskontraktet  tillsammans med Tessin, som kommit med ett stort följe för att föra prinsessan till Sverige. Rudenschöld lyckades även utverka att Lovisa Ulrikas fadersarv, 30 000 riksdaler, utbetalades till henne vid avfärden till Sverige.

#### Statssekreterare och friherre
23 april 1747 utnämndes Rudenschöld till statssekreterare i utrikesexpeditionen. Han ville helst stanna i Berlin, men han ansåg sig ej kunna avböja denna befordran, kanske påverkad av att Tessin samma år utnämnts till kanslipresident. Det tog ”le ministre favori”, som Rudenschöld kallades i Berlin, till oktober att avsluta sitt arbete och att introducera sin efterträdare.
Den 16 december 1747 upphöjdes Rudenschöld i friherrligt stånd. Som statssekreterare för utrikes ärenden hade han stor nytta av den erfarenhet han som diplomat skaffat sig liksom sin lätthet att klart och koncist avfatta skrivelser. Ett av de första ärenden han fick ta itu med var en konflikt i Stockholm mellan engelske ministern Guy Dickens och svenska staten. 
Grosshandlaren Christoffer Springer som häktats i Stockholm under den så kallade principalats-striden hade flytt och tagit skydd hos Guy Dickens. Denne tvingades att lämna ut Springer. Den engelske ministern klagade och Rudenschöld fick i uppdrag att skriftligen meddela England bakgrunden och orsaken. Någon reaktion avhördes ej från England men Guy Dickens lämnade omedelbart Sverige utan att ta avsked. Inte förrän 1763 kom en ny engelsk minister till Stockholm.
När Rudenschöld återkom till Stockholm deltog han i de sista sammanträdena under riksdagen 1747. Han deltog även i senare riksdagar och var bland annat ledamot av Sekreta Utskottet. När Lovisa Ulrika instiftade Vitterhetsakademin 1753 blev Rudenschöld en av de först invalda. Han utnämndes ett par år senare till hovkansler och 1758 till president i Kommerskollegiet. Ämbetstiden vid kollegiet uppskattade han mycket på grund av det förtroende och den vänskap han där fann hos ledamöterna. 
Den 17 april 1748 blev han sekreterare vid Kunglig Majestäts Orden (Serafimerorden), samt riddare av Nordstjärneorden. De kungliga ordnarna hade instiftats samma år, med Tessin som stormästare. 
Den 11 april 1751 var Rudenschöld en av de herrar som bar Fredrik I:s lik från kungshuset (Wrangelska Palatset) till Riddarholmskyrkan. Han deltog i 1751–1752 års riksdag och valdes in i Sekreta Utskottet tillsammans med en stor majoritet av hattar. 1756 utsågs han till hovkansler och 2 mars 1758 till president i Kommerskollegium.

#### Riksråd och serafimerriddare
När Rudenschöld den 9 april 1761 kallades till riksråd och två år senare den 21 november 1763 blev serafimerriddare, hade han nått höjdpunkten i sin karriär. Han var dock tveksam till en riksrådspost; han hade tidigare bett rådselektorerna att ej nämna honom då han ”hade haft tillfälle att för väl känna rådsämbetets vikt, ansvar och slippriga belägenhet”.
Han hade rätt. Efter fem år, då mössorna fick makten, blev det regimskifte i riksdagen. Merparten av riksråden förklarades skyldiga till ”sjuårskriget” mot Preussen och den franska alliansen och de licentierades . Från början diskuterades om de tre riksråd som invalts 1760 eller senare, Hans Henric von Liewen, Gustaf Adolf Hiärne och Rudenschöld, skulle straffas lindrigare. Frågan kom att diskuteras i såväl ständerna som Sekreta Utskottet nästan ett år, innan utskottet i maj 1766 biföll ett förslag att de tre skulle bibehållas i rådet. 
Mössorna, som ansåg Rudenschöld vara en farlig motståndare med sina djupa kunskaper i diplomati och utrikespolitik, lyckades ändå få honom avsatt genom att anklaga honom för vad som under hans tjänst som hovkansler och bisittare i Kanslikollegium skedde i krigsfrågan, trots att Rudenschöld då ej hade någon beslutande funktion.

#### Avsatt som riksråd
Licentieringen drabbade Rudenschöld och hans ekonomi hårt. När Fredrik II informerades om Rudenschölds öde erbjöd han genast Rudenschöld att få en generös livstidspension och bostad nära slottet Sanssouci. Rudenschöld avböjde kungens invit, då han, med tanke på de tjänster han innehaft och de kunskaper han ägde om Sveriges viktigaste angelägenheter, ej ansåg sig kunna flytta till den preussiske kungen. Officiellt angav Rudenschöld familjeskäl som orsak till att han tackade nej. 
Han avböjde också riksdagens erbjudande om 2 000 plåtar i pension eftersom det var mer än hans kollegor erbjudits. Frankrike gav honom dock en årlig pension av 15 000 livres  på grund av hans ekonomiskt utsatta situation. 1768 erhöll han riksrådspension i form av en engångssumma på 29 333 daler silvermynt.
Strax efter avsättningen erbjöds Rudenschöld att bli kansler vid Åbo akademi, vilket han undanbad sig. Han invaldes som ledamot i Vetenskapsakademien 1769, och Rudenschölds tal när han nedlade presidiet 1771, ”Svenska språkets art och nu varande bruk”, trycktes och anses vara hans främsta publicerade verk.

#### Återinsatt som riksråd
Vid riksdagen 1769–70 fick hattarna åter majoritet i riksdagen, och riksrådet förändrades igen. Några av de vid föregående riksdag licentierade råden, bland andra Rudenschöld, återinsattes. Under denna riksdag beslöts även att till Rudenschöld skulle utbetalas hans från 1765 innehållna lön. 14 maj 1770 upphöjdes Rudenschöld till greve men tog aldrig introduktion. 21 oktober 1771 utsågs han till kansler för Uppsala Universitet.
Vid riksdagen 1772, som sammankallats i anledning av tronskiftet, ändrades partimajoriteten och Rudenschöld blev åter avsatt. Efter Gustav III:s statskupp i augusti samma år erbjöd kungen Rudenschöld en plats i sitt nya riksråd, som avböjde av åldersskäl. Han var nu 74 år och hade under 52 år tjänat Sverige. Kungen accepterade Rudenschölds beslut och tilldelade honom rådspension.

#### Universitetskansler och greve
Under sina sista tio år kom Rudenschöld huvudsakligen att ägna sig åt Uppsala Universitet och åt verksamheten inom de samfund och föreningar han tillhörde. Som kansler var han uppskattad. Han var samvetsgrann, hans skrivelser sades utmärka sig för sunt förnuft och klarhet. Rudenschöld var också noga med att sätta sig in i universitetets ärenden. Gustav III kom med åren att allt mindre uppskatta honom som kansler. Denne hade endast universitets bästa som sitt riktmärke och ogillade kungens slöseri när det gällde universitetets ekonomi. Rudenschölds sparsamhet och aktning för lag och ordning ansåg kungen vara pedanteri och fördomar. Även om Gustav III gärna sett att Rudenschöld trätt tillbaka, tvingade han ej honom därtill, utan denne satt kvar till sin död.
Rudenschöld utnämndes till greve 14 maj 1770, men någon introduktion i grevevärdigheten skedde aldrig. Grevarna och grevinnorna Rudenschöld står därför i adelskalendern under rubriken "friherrliga ätten Rudenschöld".
Rudenschöld var ledamot respektive hedersledamot i ett flertal akademier och lärda sällskap. Själv kände sig Rudenschöld hedrad då han 1771 av Tyska församlingen i Stockholm valdes till dess kyrkorådsordförande, ett uppdrag han innehade till sin död. I Vetenskapsakademien var Rudenschöld mycket aktiv och försummade sällan någon sammankomst. Där intresserade han sig speciellt för akademins språkliga ambitioner. 
Rudenschöld kom från en familj utan stora tillgångar och under större delen av sitt liv hade han svårigheter att få ekonomin att gå ihop. Flera år innehade han tjänster utan lön. När Rudenschöld inledde sin diplomatiska bana på avlönad tjänst uppbar han en lön som långt ifrån var tillräcklig när han skulle representera Sverige. Generellt undergrävdes de svenska diplomaternas privata ekonomi om de ej hade egen förmögenhet. Under de sista åren i Preussen förbättrades dock Rudenschölds ekonomiska situation. Vid återkomsten till Stockholm ackumulerade Rudenschöld sina besparingar då han köpte ett stenhus i Gamla stan för 42 000 daler kopparmynt och ett par år senare sålde det för 54 000 daler kopparmynt.
Genom äktenskapet med Christina Bielke, dotter till hans förste principal, erhöll Rudenschöld och hans familj Beatebergs herrgård i Rö, Stockholm. Där uppfördes en ny huvudbyggnad och familjen flyttade dit 1766, sedan Rudenschöld första gången avsatts som riksråd. Rudenschölds ekonomi försämrades ytterligare då hans riksrådslön och pension innehölls 1765–1769. 1771 såldes Beateberg och familjen flyttade åter till Stockholm. När Rudenschöld avled var han bosatt på Klara södra kyrkogata.

#### Eftermäle
Rudenschöld fick ett långt, aktivt och framgångsrikt liv. Han föddes under karolinska epokens envälde, upplevde frihetstidens uppgång och fall och dog under den gustavianska epoken. Rudenschöld är ett exempel på hur en begåvad prästson, som tog vara på den utbildning som bjöds, genom idogt arbete under frihetstiden hade möjlighet att nå de högsta tjänsterna i riket.
Han hade inte några förnäma släktförbindelser; däremot hade hans familj vunnit Karl XII:s och Ulrika Eleonoras vänskap, vilket gav Rudenschöld en bra start i karriären. Hans befordran gick till en början trögt men accelererade från mitten av 1740-talet. Samtiden ansåg Rudenschöld vara ”en redlig, nitfull, trogen och oegennyttig ämbetsman”. Han bör även ha haft ett behagligt sätt och ett kultiverat uppträdande som gjorde att hans vänner, bland andra Tessin och Fredrik II, uppskattade honom. Rudenschöld har i åminnelsetal och minnesteckningar beskrivits som opolitisk och som motståndare till frihetstidens partibildningar och hårda styrningar. Det bör dock beaktas att de flesta av dessa äreminnen till stor del baserades på hans egenhändigt nedskrivna levnadsteckning (i UUB), som tillkom efter det partiriksdagarna upphört.
Av sin samtid var Rudenschöld högt uppskattad för sin vitterhet. Liksom fadern och brodern Ulrik ägnade han sig i yngre år åt poesi. Blott några lyriska dikter har bevarats åt eftervärlden. Däremot intar Rudenschöld som vältalare och prosaist en framträdande plats bland sina samtida. Hans ”Tal om svenska språkets art och nu varande bruk” utmärker sig genom ett rent och förträffligt föredrag samt en insikt i språkets väsen och villkoren för dess utveckling, som inger en hög tanke om författaren. 
Av Rudenschöld finns dessutom biografier över R. Fuchs, C.J. Stiernstedt med flera, flera tal och smärre skrifter. Hans ämbetsskrivelser, särskilt då han var hovkansler, lovordas även för den "laggrannhet i mening och ordasätt, som gjorde både sanning och varsamhet fyllest". "En stor och allmän vördnad hade Rudenschöld vunnit för en lång lefnadsbana, under stormiga tider, utan fläck och en upphöjd charakter, som till och med var utan misstankar.” 1843 lät Svenska Akademien prägla en minnespenning över honom, och Franzén har i samma akademis handlingar (del 22) tecknat hans "Minne".
”Kanske uppbars, med hänseende till moraliskt värde, ingen av frihetstidens män högre i det följande tidevarvets omdöme än han”.